# Derivada covariante exterior

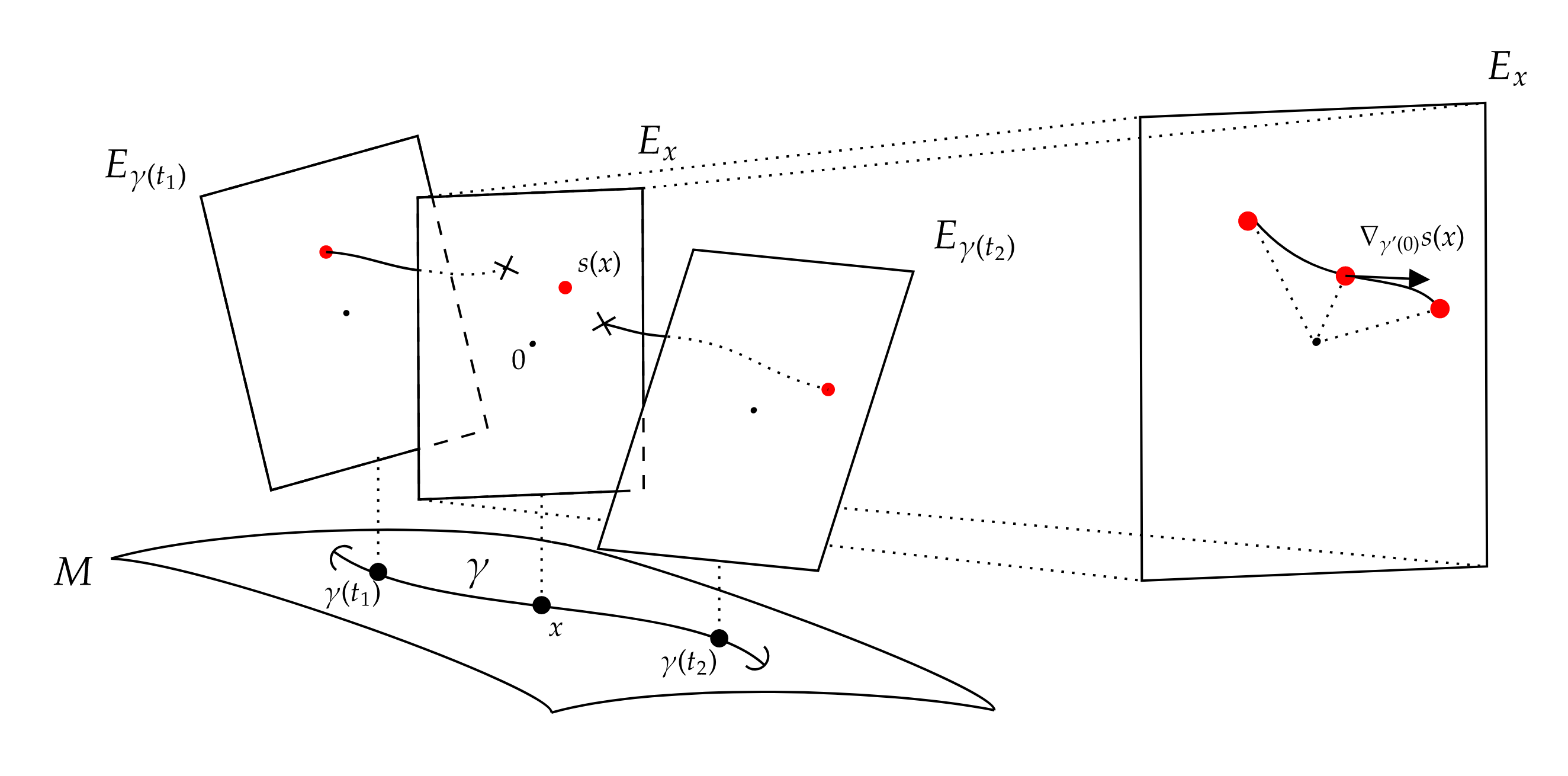
Diagrama de recuperación de la derivada covariante del transporte paralelo para una conexión en un haz vectorial

En el campo de la geometría diferencial, la derivada covariante exterior es una extensión de la noción de derivada exterior al establecimiento de un fibrado principal o fibrado vectorial diferenciable con una conexión.

## Definición
Sea G un grupo de Lie y P → M sea un fibrado principal sobre G en una variedad diferenciable M. Supóngase que hay una conexión en P; esto produce una descomposición de suma directa natural {\displaystyle T_{u}P=H_{u}\oplus V_{u}} de cada espacio tangente en los subespacios horizontal y vertical. Sea {\displaystyle h:T_{u}P\to H_{u}} la proyección al subespacio horizontal.
Si ϕ es una k-forma en P con valores en un espacio vectorial V, entonces su derivada covariante exterior Dϕ es una forma definida por
{\displaystyle D\phi (v_{0},v_{1},\dots ,v_{k})=d\phi (hv_{0},hv_{1},\dots ,hv_{k})}
donde los vi son vectores tangentes a P en u.
Supóngase que ρ : G → GL(V) es una representación de G en un espacio vectorial V. Si ϕ es equivariante en el sentido de que
{\displaystyle R_{g}^{*}\phi =\rho (g)^{-1}\phi }
donde {\displaystyle R_{g}(u)=ug}, entonces Dϕ es una (k + 1) forma tensorial sobre P del tipo ρ: es equivariante y horizontal (una forma ψ es horizontal si ψ(v0, ..., vk)= ψ(hv0, ..., hvk).)
En lo que constituye un abuso de notación, el diferencial de ρ en el elemento identidad puede nuevamente denotarse por ρ:
{\displaystyle \rho :{\mathfrak {g}}\to {\mathfrak {gl}}(V).}
Sea {\displaystyle \omega } la uno forma conexión y {\displaystyle \rho (\omega )} la representación de la conexión en {\displaystyle {\mathfrak {gl}}(V).}. Es decir, {\displaystyle \rho (\omega )} es un {\displaystyle {\mathfrak {gl}}(V)} forma valorada que desaparece en el subespacio horizontal. Si ϕ es una forma tensorial k de tipo ρ, entonces
{\displaystyle D\phi =d\phi +\rho (\omega )\cdot \phi ,}
donde, siguiendo la notación empleada en las operaciones sobre una forma diferencial valorada en un álgebra de Lie, se escribe
{\displaystyle (\rho (\omega )\cdot \phi )(v_{1},\dots ,v_{k+1})={1 \over (1+k)!}\sum _{\sigma }\operatorname {sgn} (\sigma )\rho (\omega (v_{\sigma (1)}))\phi (v_{\sigma (2)},\dots ,v_{\sigma (k+1)}).}
A diferencia de la derivada exterior habitual, que eleva el cuadrado a 0, la derivada covariante exterior no lo hace. En general, se tiene, para una forma cero tensorial ϕ,
{\displaystyle D^{2}\phi =F\cdot \phi .}
donde F= ρ(Ω) es la representación sobre {\displaystyle {\mathfrak {gl}}(V)} de la forma de curvatura de orden 2 Ω. La forma F a veces se denomina tensor de campo electromagnético, en analogía con el papel que desempeña en electromagnetismo. Téngase en cuenta que D2 desaparece para una conexión plana (es decir, cuando Ω= 0).
Si ρ : G → GL(Rn), entonces se puede escribir
{\displaystyle \rho (\Omega )=F=\sum {F^{i}}_{j}{e^{j}}_{i}}
donde {\displaystyle {e^{i}}_{j}} es la matriz con 1 en la entrada (i, j) y cero en las otras entradas. La matriz {\displaystyle {F^{i}}_{j}} cuyas entradas son 2-formas en P se llama matriz de curvatura.

## Para haces de vectores
Dado un haz de vectores reales suaves E → M con conexión ∇ y rango r, la derivada covariante exterior es una aplicación lineal real en formas diferenciales con valores vectoriales que se valora en E:
{\displaystyle d^{\nabla }:\Omega ^{k}(M,E)\to \Omega ^{k+1}(M,E).}
La derivada covariante es una aplicación de este tipo para k = 0. Las derivadas covariantes exteriores extienden esta aplicación al caso de k general. Hay varias formas equivalentes de definir este objeto:
- [3] Supóngase que se considera que una forma 2 diferencial con valores vectoriales asigna a cada p una aplicación multilineal sp: TpM × TpM → Ep que es completamente antisimétrica. Entonces, la derivada covariante exterior d∇ s asigna a cada p una aplicación multilineal TpM × TpM × TpM → Ep dada por la fórmula

{\displaystyle {\begin{aligned}\nabla _{x_{1}}(s(X_{2},X_{3}))&-\nabla _{x_{2}}(s(X_{1},X_{3}))+\nabla _{x_{3}}(s(X_{1},X_{2}))\\&-s([X_{1},X_{2}],x_{3})+s([X_{1},X_{3}],x_{2})-s([X_{2},X_{3}],x_{1}).\end{aligned}}}
donde x1, x2, x3 son vectores tangentes arbitrarios en p que se extienden para suavizar los campos vectoriales X1, X2 X3 definidos localmente. La legitimidad de esta definición depende del hecho de que la expresión anterior depende únicamente de x1, x2, x3 y no de la elección de la extensión. Esto puede verificarse mediante la regla de Leibniz para la diferenciación covariante y para los corchetes de Lie en campos vectoriales. El patrón establecido en la fórmula anterior en el caso k = 2 se puede extender directamente para definir la derivada covariante exterior para k arbitrario.
- [4] La derivada covariante exterior puede caracterizarse por la propiedad axiomática de definir para cada k una aplicación lineal real Ωk(M, E) → Ωk + 1(M, E) que para k = 0 es la derivada covariante y en general satisface la regla de Leibniz.

{\displaystyle d^{\nabla }(\omega \wedge s)=(d\omega )\wedge s+(-1)^{k}\omega \wedge (d^{\nabla }s)}
para cualquier forma k diferencial ω y cualquier forma s con valor vectorial. Esto también puede verse como una definición inductiva directa. Por ejemplo, para cualquier s de 1-forma diferencial con valor vectorial y cualquier marco local e1, ..., er del haz de vectores, las coordenadas de s son ω1, ..., ωr de 1 forma diferencial definidas localmente. La fórmula inductiva anterior dice entonces que
{\displaystyle {\begin{aligned}d^{\nabla }s&=d^{\nabla }(\omega _{1}\wedge e_{1}+\cdots +\omega _{r}\wedge e_{r})\\&=d\omega _{1}\wedge e_{1}+\cdots +d\omega _{r}\wedge e_{r}-\omega _{1}\wedge \nabla e_{1}-\cdots -\omega _{r}\wedge \nabla e_{r}.\end{aligned}}}
Para que ésta sea una definición legítima de d∇s, se debe verificar que la elección del marco local sea irrelevante. Esto puede comprobarse considerando un segundo marco local obtenido mediante una matriz de cambio de base arbitraria. Una matriz invertible proporciona la matriz de cambio de base para ω1, ..., ωr de 1-forma. Cuando se sustituye en la fórmula anterior, la regla de Leibniz aplicada a la derivada exterior estándar y a la derivada covariante ∇ anula la elección arbitraria.
- [6] Un s de 2-formas diferenciales con valores vectoriales puede considerarse como una determinada colección de funciones sαij asignadas a un marco local arbitrario de E sobre un grafo de coordenadas local de M. La derivada covariante exterior se define entonces como dada por las funciones

{\displaystyle (d^{\nabla }s)^{\alpha }{}_{ijk}=\nabla _{i}s^{\alpha }{}_{jk}-\nabla _{j}s^{\alpha }{}_{ik}+\nabla _{k}s^{\alpha }{}_{ij}.}
El hecho de que esto defina un campo tensorial valorado en E es una consecuencia directa del mismo hecho para la derivada covariante. El hecho adicional de que sea una 3-forma diferencial valorada en E afirma la antisimetría completa en i, j, k y se verifica directamente a partir de la fórmula anterior y la suposición contextual de que s es una 2-forma diferencial valorada por un vector, de modo que sαij = −sαji. El patrón en esta definición de la derivada covariante exterior para k = 2 se puede extender directamente a valores mayores de k. 
Esta definición puede expresarse alternativamente en términos de un marco local arbitrario de E, pero sin considerar coordenadas en M. Entonces, una 2-forma diferencial con valores vectoriales se expresa mediante 2-formas diferenciales s1, ..., sr y la conexión se expresa mediante la 1-forma de conexión, una matriz de orden r × r simétrica sesgada de 1-formas diferenciales θαβ. La derivada covariante exterior de s, como una 3-forma diferencial valorada por un vector, se expresa en relación con el marco local mediante r muchas 3-formas diferenciales, definidas por
{\displaystyle (d^{\nabla }s)^{\alpha }=d(s^{\alpha })+\theta _{\beta }{}^{\alpha }\wedge s^{\beta }.}
En el caso del haz de rectas reales trivial ℝ × M → M con su conexión estándar, las formas diferenciales con valores vectoriales y las formas diferenciales se pueden identificar naturalmente entre sí, y cada una de las definiciones anteriores coincide con la derivada exterior estándar.
Dado un paquete principal, cualquier representación lineal del grupo de estructuras define un fibrado asociado, y cualquier conexión en el paquete principal induce una conexión en el paquete de vectores asociado. Las formas diferenciales valoradas en el paquete de vectores pueden identificarse naturalmente con las formas tensoriales completamente antisimétricas en el espacio total del paquete principal. Bajo esta identificación, las nociones de derivada covariante exterior para el fibrado principal y para el fibrado vectorial coinciden entre sí.
La curvatura de una conexión en un haz de vectores se puede definir como la composición de las dos derivadas covariantes exteriores Ω0(M, E) → Ω1(M, E) y Ω1(M, E) → Ω2(M, E), de modo que se define como una aplicación lineal real F: Ω0(M, E) → Ω2(M, E). Es un hecho fundamental, pero no inmediatamente evidente, que F(s)p: TpM × TpM → Ep solo depende de s(p) y lo hace de forma lineal. Como tal, la curvatura puede considerarse como un elemento de Ω2(M, End(E)). Dependiendo de cómo se formule la derivada covariante exterior, se pueden obtener varias definiciones de curvatura alternativas pero equivalentes (algunas sin el lenguaje de diferenciación exterior).
Es un hecho bien conocido que la composición de la derivada exterior estándar consigo misma es cero: d(dω) = 0. En el contexto actual, se puede considerar que esto dice que la conexión estándar en el haz de líneas trivial ℝ × M → M tiene curvatura cero.

## Ejemplo
- La segunda identidad de Bianchi, que dice que la derivada covariante exterior de Ω es cero (es decir, DΩ= 0) se puede enunciar como: {\displaystyle d\Omega +\operatorname {ad} (\omega )\cdot \Omega =d\Omega +[\omega \wedge \Omega ]=0}.